# Mani (profet)
 For alternative betydninger, se Mani. (Se også artikler, som begynder med Mani)
Mani (farsi مانی), (omkr. 210-276, Iran), var en religiøs lærer og grundlagde manikæismen i Persien, en gnostisk, dualistisk religion som nu anses for uddød. De oprindelige udgaver af profeten Manis skrifter er gået tabt, men store dele er bevaret i koptiske manuskripter fra Egypten og i senere manikæiske skrifter fra Kina.